# 빈란드 사가

빈란드 사가(ヴィンランド・サガ, VINLAND SAGA)는 유키무라 마코토가 원작한 일본의 만화 작품이다. 「주간 소년 매거진」(코단샤)에서 2005년 20호부터 45호까지, 「월간 애프터눈」(코단샤)에서 2005년 12월호부터 발간 중.

## 개요
아이슬란드의 탐험가이자 수 차례에 걸친 빈란드 이주 계획의 통솔자이기도 했던 10세기 ~ 11세기의 실존인물 토르핀 카를세프니의 모험을 모티브로, 당시의 여러 굵직한 역사적 사건들을 작가적 상상력을 더해 엮어낸 이야기로서, 유년기와 청년기 내내 끊이지 않는 전란의 소용돌이 속을 전전해온 주인공 토르핀이 과연 어떤 경위를 거쳐 신세계로 떠나게 될 것인지가 향후 다루어질 것으로 보인다.
2009년 제13회 일본 문화청 미디어 예술제 만화 부문 대상, 2012년 제36회 코단샤 만화상 일반 부문 수상작으로서, 작품에 대한 평가는 높은 편. 1권만 약 120만 권을 팔았고 이후의 권수도 상위 판매 랭킹에 계속해서 모습을 드러냈다.